# نيكولو كانيبا
نيكولو كانيبا (بالإيطالية: Niccolò Canepa)‏ مواليد 14 مايو 1988 في جنوة، هو متسابق دراجات نارية إيطالي. نافس في بطولة العالم للسوبربايك وبطولة العالم للموتو جي بي.

## النتائج

### الجائزة الكبرى
(مفتاح) (السباقات بالخط العريض تشير لترتيب الانطلاق)
| السنة | الفئة      | الدراجة  | 1      | 2            | 3          | 4          | 5           | 6           | 7             | 8          | 9          | 10         | 11            | 12           | 13            | 14          | 15            | 16       | 17     | مركز  | نقاط |
| ----- | ---------- | -------- | ------ | ------------ | ---------- | ---------- | ----------- | ----------- | ------------- | ---------- | ---------- | ---------- | ------------- | ------------ | ------------- | ----------- | ------------- | -------- | ------ | ----- | ---- |
| 2009  | موتو جي بي | دوكاتي   | قطر 17 | اليابان 14   | إسبانيا 16 | فرنسا 15   | إيطاليا 9   | كتالونيا 16 | هولندا 14     | أمريكا 12  | ألمانيا 12 | بريطانيا 8 | تشيك 12       | إنديانا ل.ين | سان مارينو 13 | البرتغال 13 | أستراليا ل.يب | ماليزيا  | بلنسية | 16    | 38   |
| 2010  | موتو 2     | تيم سكوت | قطر 27 | إسبانيا ل.ين | فرنسا 17   | إيطاليا 28 | بريطانيا 16 | هولندا 24   | كتالونيا ل.ين | ألمانيا 20 |            |            |               |              |               |             |               |          |        | ن.غ.م | 0    |
| 2010  | موتو 2     | سوتر     |        |              |            |            |             |             |               |            | تشيك 28    | إنديانا    |               |              |               |             |               |          |        | ن.غ.م | 0    |
| 2010  | موتو 2     | بيموتا   |        |              |            |            |             |             |               |            |            |            | سان مارينو 28 | أرغون 26     | اليابان       | ماليزيا     | أستراليا      | البرتغال | بلنسية | ن.غ.م | 0    |

## وصلات خارجية
- نيكولو كانيبا على موقع MotoGP.com (الإنجليزية)
- نيكولو كانيبا على موقع WorldSBK.com (الإنجليزية)
- نيكولو كانيبا على موقع CONI honoured athlete website (الإيطالية)

- الموقع الرسمي